# Pracze (Gmina Milicz)
Pracze (deutsch Protsch, 1937–1947 Kiefernwalde (Niederschles.)) ist ein Dorf in der Stadt- und Landgemeinde Milicz im Powiat Milicki der Woiwodschaft Niederschlesien in Polen.

## Geographische Lage
Pracze liegt in Niederschlesien, sieben Kilometer südwestlich von Milicz (Militsch). Bis 1991 war der Ort Haltepunkt an der Kleinbahnstrecke von Żmigród nach Milicz (ehemalige Trachenberg-Militscher Kreisbahn). Inzwischen ist dort ein Fahrradweg.

## Geschichte

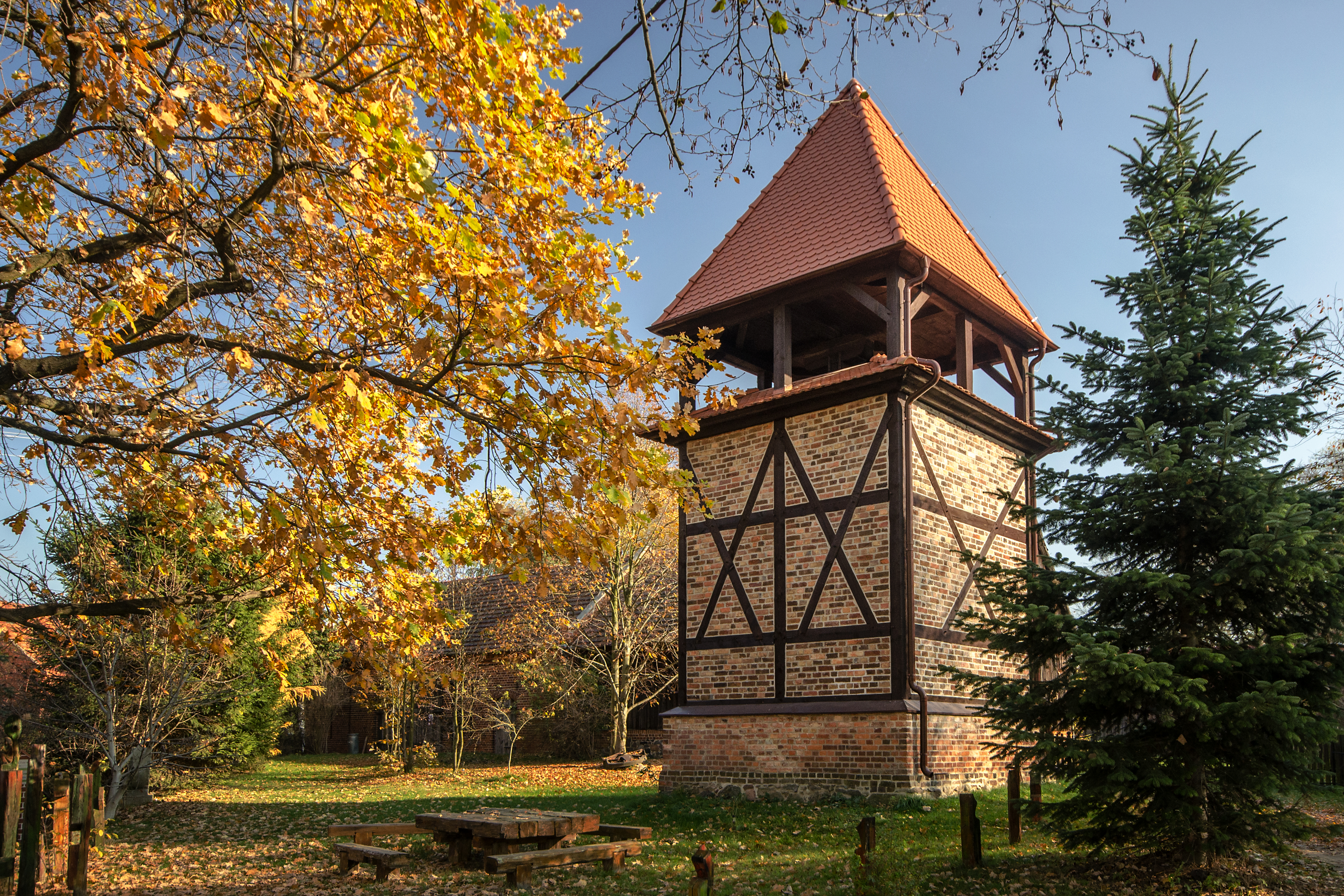
Glockenturm in Pracze

Der Ort wurde 1358 zum ersten Mal erwähnt. Protsch war ein Gutsdorf. Um 1900 saß Ernst von Heydebrand und der Lasa auf dem Gut.
Im Jahr 1874 wurden die Landgemeinde Protsch und der Gutsbezirk Protsch dem neu gebildeten Amtsbezirk Melochwitz im Kreis Militsch zugeordnet. Vor 1900 gelangten die beiden Verwaltungseinheiten in den Amtsbezirk Protsch. Im Jahr 1928 wurde der Gutsbezirk an die Landgemeinde angeschlossen. 1937 wurde der Ort im Kiefernwalde (Niederschles.) umbenannt.
Nach dem Zweiten Weltkrieg wurde der Ort 1945 zusammen mit fast dem gesamten Schlesien von der sowjetischen Besatzungsmacht unter polnische Verwaltung gestellt. Die einheimische deutsche Bevölkerung wurde in der Folgezeit vertrieben. Im März 1947 erhielt der Ort den polnischen Namen Pracze. Er gehörte nun zum Powiat Milicki.

### Amtsbezirk Protsch/Kiefernwalde (bis 1945)
Der Amtsbezirk Protsch wurde vor 1900 im Kreis Militsch eingerichtet. Er war vorher Teil des Amtsbezirks Melochwitz. Ihm gehörten die unten aufgeführten Landgemeinden (LG) und Gutsbezirke (GB) an. Die Landgemeinden hießen seit 1935 Gemeinden (G). Im Jahr 1937 erfolgte die Umbenennung in Amtsbezirk Kiefernwalde (Niederschles.).
| Name               | Änderungsname                            | Bemerkungen                                                           |
| ------------------ | ---------------------------------------- | --------------------------------------------------------------------- |
| Karmine (LG u. GB) |                                          | 1928 wurde der GB in die LG eingemeindet, diese kam 1937 zur G Postel |
| Postel (LG u. GB)  |                                          | 1928 wurde der GB in die LG eingemeindet                              |
| Protsch (LG u. GB) | Kiefernwalde (Niederschles.) (seit 1937) | 1928 wurde der GB in die LG eingemeindet                              |

### Bevölkerungsentwicklung
| Jahr | Einwohner | Anmerkungen                       |
| ---- | --------- | --------------------------------- |
| 1845 | 356       | Davon 22 Katholiken               |
| 1871 | 420       | Davon 10 Katholiken               |
| 1885 | 357       |                                   |
| 1895 | 381       |                                   |
| 1905 | 341       |                                   |
| 1910 | 300       | Landgemeinde: 240, Gutsbezirk: 60 |
| 1933 | 339       | [ 5 ]                             |
| 1939 | 350       | [ 5 ]                             |
| 2011 | 216       | [ 6 ]                             |